# 石神駅
石神駅（いしがみえき）は、かつて長野県小県郡塩田町（現在の上田市）にあった上田丸子電鉄西丸子線の駅（廃駅）である。

## 概要
現在の下之郷地籍の南部、石神地区の脇に駅が設置されていた。
駅は東塩田村役場（後に塩田町役場の東塩田支所となるが廃止）・村立（別所・中西両塩田村と合併後は塩田町立、現在は上田市立）東塩田尋常高等小学校・国民学校・小中学校・小学校に近かったが、駅は一面ホームで待合室のみの無人駅であった。
営業キロは下之郷駅起点1.4 km。

## 歴史
- 1926年（大正15年）8月12日：上田温泉電軌依田窪線の駅として開業。
- 1939年（昭和14年）8月30日：上田電鉄に社名変更。地方鉄道となり西丸子線と改称。
- 1943年（昭和18年）10月21日：上田電鉄と丸子鉄道が合併して上田丸子電鉄が発足。上田丸子電鉄の西丸子線の駅となる。
- 1961年（昭和36年）6月29日：同月25日の梅雨前線豪雨被害により休止となる。
- 1963年（昭和38年）11月1日：西丸子線廃止にともない廃駅となる。

## 西丸子線の観光地・特産
西丸子線は青木線・別所線・丸子線・真田傍陽線と違い、沿線・終点からバスで足を伸ばした場所に観光地がない路線として知られていて、この事が赤字続きであった原因といえる。しかし、沿線にある岩山鴻ノ巣は、上田市の小学校が遠足でよく利用していた事で知られる。
また、沿線にはアカマツが生えており、その下でしか取れないマツタケが特産として知られていたが、沿線一帯がマツタケの産地として全国に知られるのは廃止以降の事であった。

## 隣の駅
上田丸子電鉄
西丸子線
宮前駅 - 石神駅 - 東塩田駅